# Meta (scheikunde)

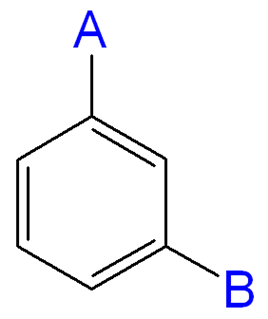
Substituenten A en B staan in meta-positie ten opzichte van elkaar.

Het voorvoegsel meta- wordt (samen met ortho en para) in de organische chemie gebruikt om de 1,3-relatie tussen twee substituenten op een benzeenring aan te geven. De term is eigenlijk alleen maar bruikbaar als er slechts twee substituenten op de benzeenring zitten. Om die reden wordt deze naamgeving niet vaak meer gebruikt.  Vanuit historisch oogpunt en gewoonte (soms ook wetgeving) worden veel verbindingen nog wel met namen benoemd die op deze term gebaseerd zijn.   Meta wordt in namen ook vaak afgekort tot de eerste letter, bijvoorbeeld: m-xyleen voor meta-xyleen.  Hieronder zijneen paar voorbeelden weergegeven.  Naast het het feit dat de meta-naamgeving eigenlijk alleen toepasbaar is op tweemaal gesubstitueerde benzeenverbindingen, geeft het feit dat er meerdere namen mogelijk zijn voor dezelfde verbinding ook aan dat het een verouderd systeem is.

meta-xyleen of 1,3-dimethylbenzeen
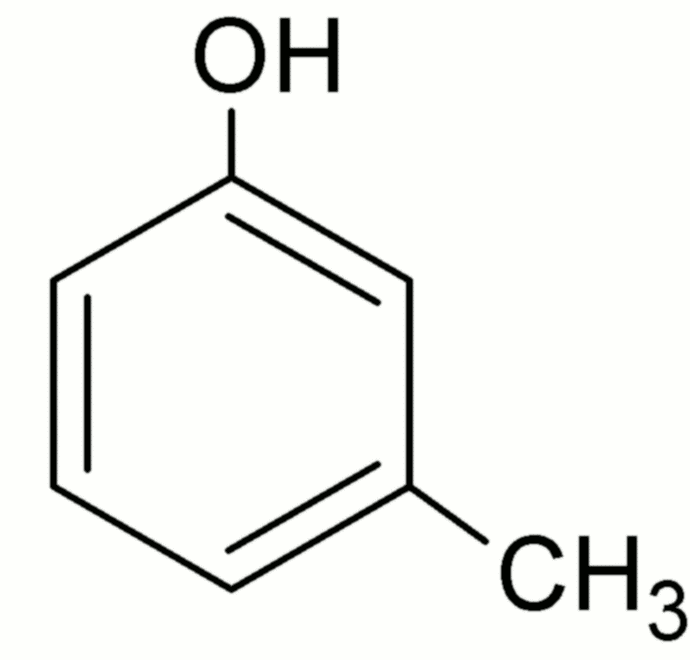
meta-cresol of m-hydroxytolueen of m-methylfenol
meta-Toluïdine of m-aminotolueen of m-methylaniline